# Chiềng Khoi
Chiềng Khoi là một xã thuộc huyện Yên Châu, tỉnh Sơn La, Việt Nam.
Xã Chiềng Khoi có diện tích 31,28 km², dân số năm 1999 là 2654 người, mật độ dân số đạt 85 người/km².